# La cause était entendue
La cause était entendue is het pamflet opgesteld door de Belg Christian Dotremont, waarmee op 8 november 1948 de kunstenaarsbeweging Cobra werd opgericht.
Het pamflet werd in het Notre Dame Hotel in Parijs ondertekend door drie Nederlanders, twee Belgen en een Deen: Karel Appel, Constant, Corneille, Christian Dotremont, Joseph Noiret en Asger Jorn.
Een paar dagen later werd door Dotremont de naam Cobra bedacht, als samentrekking van de drie betrokken hoofdsteden: COpenhagen, BRussel en Amsterdam. Dit werd ook de naam van het tijdschrift: Cobra (Bulletin pour la coordination des investigations artistiques).